# Вейруш (Ештаррежа)
Ве́йруш (порт. Veiros; МФА: [ˈvɐj.ɾuʃ]) — колишня парафія в Португалії, в муніципалітеті Ештаррежа. Перебувала у складі округу Авейру.  Входила до регіону Центр. За старим адміністративним поділом, що був чинним до 1976 року, територія парафії належала провінції Берегова Бейра.  Ліквідована 28 січня 2013 року. Увійшла до складу парафії Бедуїду і Вейруш. Площа парафії — 11,29 км², населення — 2503 ос. (2011), густота населення — 221,7 осіб/км²
. Патрон — святий Варфоломій. Поштовий індекс — 3864. Код  — 010807.

## Географія

Ештаррежа (2013)
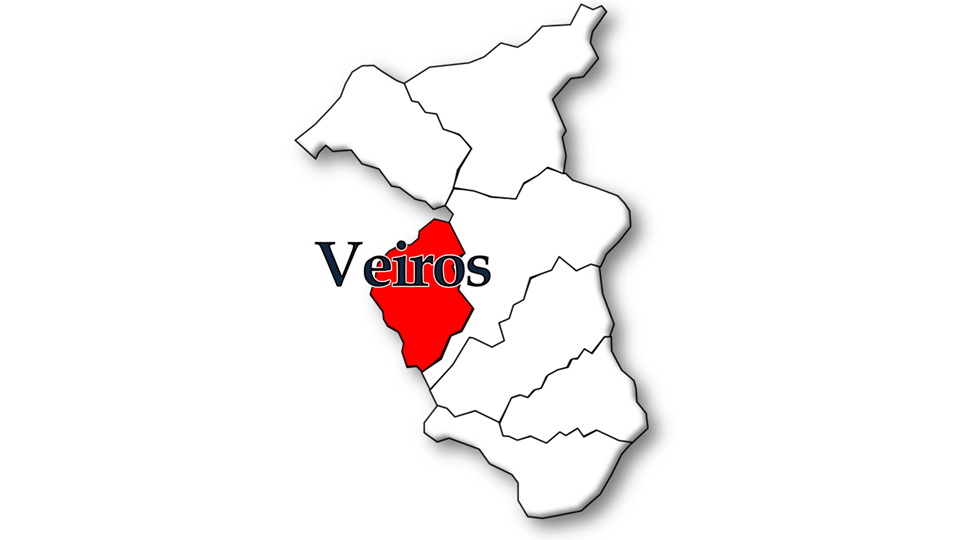
Вейруш

## Населення
| Кількість мешканців | Кількість мешканців | Кількість мешканців | Кількість мешканців | Кількість мешканців | Кількість мешканців | Кількість мешканців | Кількість мешканців | Кількість мешканців | Кількість мешканців | Кількість мешканців | Кількість мешканців | Кількість мешканців | Кількість мешканців | Кількість мешканців |
| ------------------- | ------------------- | ------------------- | ------------------- | ------------------- | ------------------- | ------------------- | ------------------- | ------------------- | ------------------- | ------------------- | ------------------- | ------------------- | ------------------- | ------------------- |
| 1864                | 1878                | 1890                | 1900                | 1911                | 1920                | 1930                | 1940                | 1950                | 1960                | 1970                | 1981                | 1991                | 2001                | 2011                |
| 2.217               | 2.290               | 2.159               | 2.185               | 2.544               | 2.427               | 2.498               | 2.690               | 2.463               | 2.414               | 2.346               | 2.034               | 2.116               | 2.618               | 2.503               |